# Anton Orel (Opernsänger)

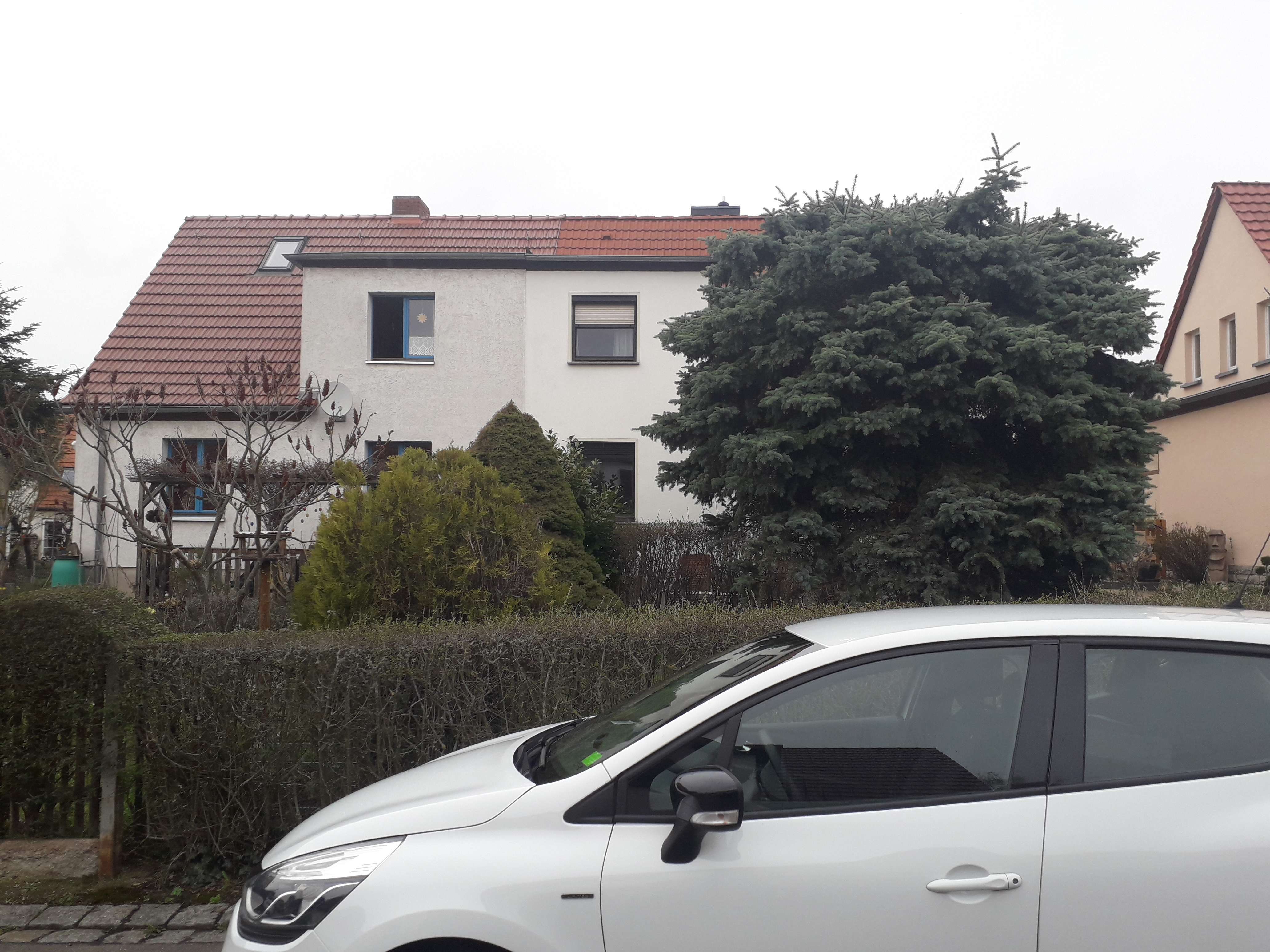
Zelterweg 5 in Weimar

Anton Orel  (* 11. Oktober 1914 in Radovljica, Österreich-Ungarn; † 18. September 1948 in Ljubljana, Jugoslawien) war ein slowenischer Opernsänger in der Stimmlage Bass und Bariton.

## Leben
Orel absolvierte in Ljubljana am dortigen Konservatorium eine Ausbildung zum Solisten bei Julij  Betetto. In Wien setzte er bei Marie Rado-Danielli sein Studium fort. Es folgten kleinere Auftritte zwischen 1937 und 1940. Zwischen 1942 und 1945 hatte er ein Engagement am Deutschen Nationaltheater in Weimar, wo er hauptsächlich Rollen in Opern Richard Wagners sang.  In Weimar wohnte er am Zelterweg 5, wenigstens zeitweise. Nach Kriegsende kehrte er nach Ljubljana zurück und trat in führenden Bass- und Bassbariton-Rollen an der Oper Ljubljana auf.